# Кетриси
Кетриси (груз. კეტრისი; осет. Четырс) — селение в Трусовском ущелье, находится в Казбегском муниципалитете Грузии.

## Описание
Согласно исследованию селения Четырс экспедицией Северо-Осетинского НИИ здесь жили Кокаевы из Ламардона, Касаевы из Заки, Цаллаговы из Унала, Четоевы и Караевы. До 1944 года здесь насчитывался 41 дом. Прежде селение находилось на левом, высоком берегу Терека, но паводки часто подмывали берег, из-за чего жители перебрались на другой. На месте старого поселения сохранилась башня высотой более 14 метров, сложенная из разного размера сланцевых плит и грубо обработанных камней, с частично сохранившейся глиняной затиркой швов кладки. Толщина фасадной стены свыше метра. Бойницы для огневого боя почти неразличимы.